# Richard Réti
Richard Selig Réti (Pezinok, Slovačka, 28. svibnja 1889. – Prag, 6. lipnja 1929.), bio je češki šahist.
Rodio se u krilu dobrostojeće židovsko-mađarske obitelji, međutim, on se uvijek smatrao Bečaninom. Réti je imao veliki smisao za humor i uvijek bio vedrog raspoloženja, osim kada bi ugledao automobil kojega se strašno plašio.
Jedan od najvećih svjetskih igrača prvog i drugog desetljeća 20. stoljeća, započeo je karijeru kao klasičan i strastveni kombinatorni igrač, preferirajući otvaranja poput Kraljevog gambita (1.e4 e5 2.f4). Međutim, nakon završetka 1. svjetskog rata njegov je stil doživio radikalnu promjenu, te je tako postao jedan od glavnih začetnika hipermodernog stila, zajedno s Nimzowitschem. Pa je tako, Réti, uz Nimzowitscha i njegove čuvene knjige Moj sistem bio glavni teoretik na polju tog novog šahovskog pokreta.
Rétijevo otvaranje (1.Nf3), kojim je pobijedio tadašnjeg svjetskog prvaka José Raúla Capablancu u New Yorku 1924., a bio je to prvi Capablancin poraz u 8 godina i prvi otkako je postao svjetski prvak, nazvano je Rétiju u čast. Katkad se za Rétijevo otvaranje uzimaju sljedeći potezi 1. Nf3 d5 2. c4, ali danas se to otvaranje obično naziva Rétijev gambit. Aron Nimcovič nazvao je ovo otvaranje otvaranjem budućnosti.
Niz poteza kojim bijeli gradi bateriju damom na a1 i lovcem na b2 u literaturi je poznat kao Rétijev manevar.
Također se istaknuo na polju kompozicije šahovskih konačnica. Godine 1925. Réti je oborio svjetski rekord u igranju naslijepo u simultanci od 29 partija. I nevjerojatno, pobijedio je 21, remizirao 6, a izgubio samo dvije partije.
Njegove knjige smatraju se antologijskim djelima u svijetu šaha: Nove ideje u šahu (1922.) i Veliki majstori šaha (1930.) koje su i danas obavezna literatura za početnike i ostale ljubitelje šaha.
Réti je umro 6. lipnja 1929. u Pragu od šarlaha.

## Vanjske poveznice

### Mrežna mjesta
- Šahovske studije Richarda Rétija
- Rétijeva biografija sa šahovskim partijama